# Diocesi di Alabanda

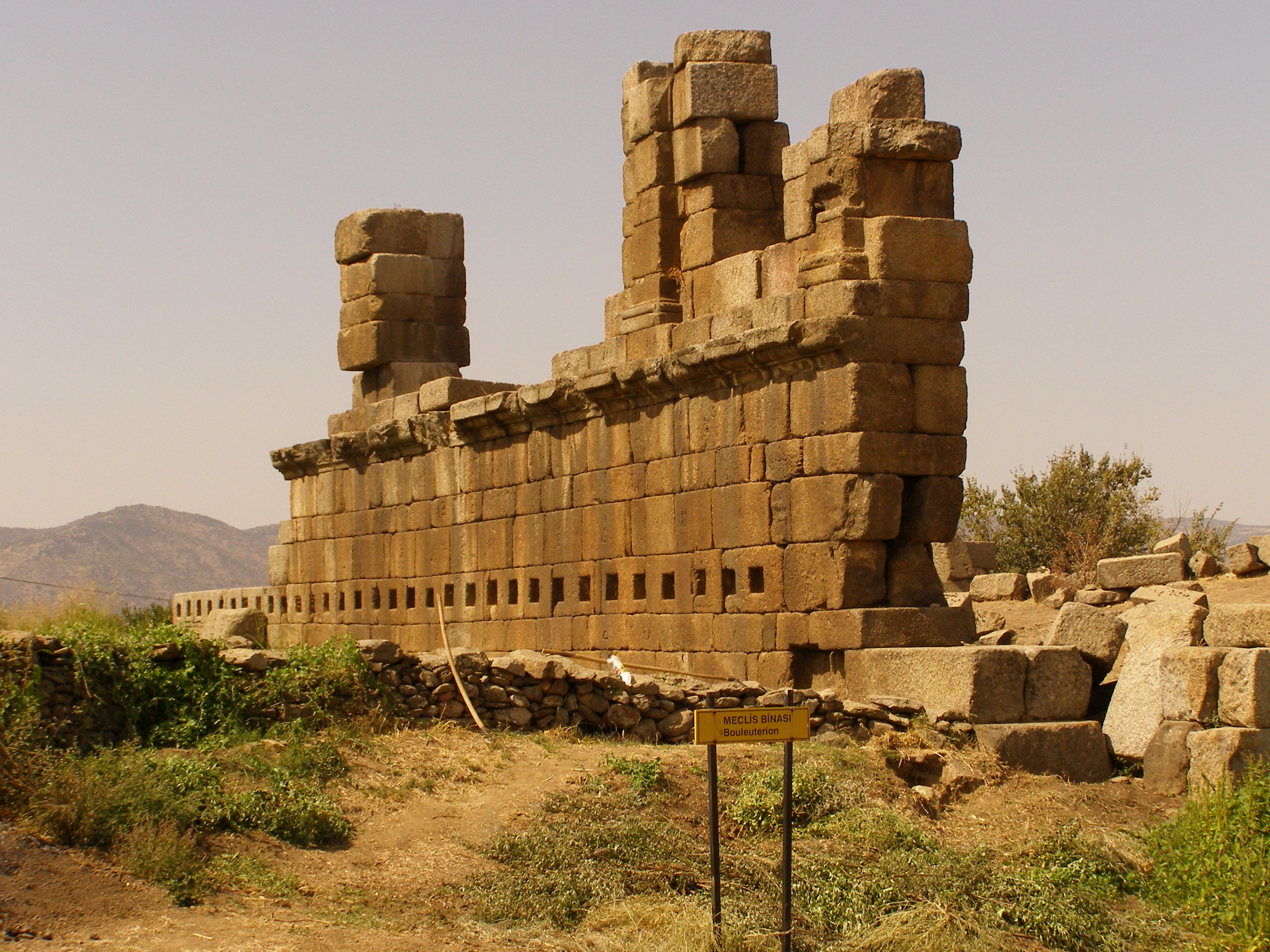
Rovine di Alabanda.

La diocesi di Alabanda (in latino Dioecesis Alabandensis) è una sede soppressa del patriarcato di Costantinopoli e una sede titolare della Chiesa cattolica.

## Storia
Alabanda, identificabile con Araphisar-Hosar nell'odierna Turchia, è un'antica sede episcopale della provincia romana della Caria nella diocesi civile di Asia. Faceva parte del patriarcato di Costantinopoli ed era suffraganea dell'arcidiocesi di Stauropoli.
La diocesi è documentata nelle Notitiae Episcopatuum del patriarcato di Costantinopoli fino al XII secolo.
Il primo vescovo di Alabanda storicamente documentato è Teodoreto, che prese parte al concilio di Calcedonia del 451. Seguono due vescovi monofisiti, indizio che la città era sede di una comunità della medesima confessione: Zeuxis venne deposto per ordine di Giustiniano I nel 519; Giuliano venne ordinato in occasione del passaggio di Giacomo Baradeo in Asia nel 558 e ancora documentato nel 568. I tre successivi vescovi di Alabanda sono noti per la loro partecipazione ai concili ecumenici dell'epoca: Costantino I (concilio in Trullo, 692), Costantino II (Nicea II, 787) e Giovanni (concilio di Costantinopoli dell'879-880). La sigillografia ha restituito i nomi dei vescovi Saba (IX-X secolo) e Niceforo (XI secolo), e di un anonimo vescovo dell'XI secolo.
Dal XIX secolo Alabanda è annoverata tra le sedi vescovili titolari della Chiesa cattolica; la sede è vacante dal 2 maggio 1968. Il suo ultimo titolare è stato James William Malone, vescovo ausiliare di Youngstown.

## Cronotassi

### Vescovi greci
- Teodoreto † (menzionato nel 451)
  - Zeuxis † (? - 519 deposto) (vescovo monofisita)
  - Giuliano † (circa 558 - circa 568) (vescovo monofisita)
- Costantino I † (menzionato nel 692)
- Costantino II † (menzionato nel 787)
- Giovanni † (menzionato nell'879)
- Saba † (IX-X secolo)
- Niceforo † (XI secolo)
- Anonimo † (XI secolo)

### Vescovi titolari
- William O'Carroll, O.P. † (3 febbraio 1874 - 13 ottobre 1880 deceduto)
- Rocco Leonasi † (30 marzo 1882 - 14 marzo 1883 succeduto vescovo di Anglona-Tursi)
- Giuseppe Francica-Nava de Bondifè † (9 agosto 1883 - 24 maggio 1889 nominato arcivescovo titolare di Eraclea di Europa)
- Nicola Lorusso † (23 giugno 1890 - 8 giugno 1891 succeduto vescovo di Sant’Angelo dei Lombardi e Bisaccia)
- John Brady † (19 giugno 1891 - 6 gennaio 1910 deceduto)
- Giuseppe Lang † (26 febbraio 1915 - 1º novembre 1924 deceduto)
- François Chaize, M.E.P. † (12 maggio 1925 - 23 febbraio 1949 deceduto)
- José María García Graín, O.P. † (10 marzo 1949 - 27 maggio 1959 deceduto)
- Michel Ntuyahaga † (11 giugno 1959 - 10 novembre 1959 nominato vescovo di Usumbura)
- James William Malone † (2 gennaio 1960 - 2 maggio 1968 nominato vescovo di Youngstown)